# Sexuální vzrušení

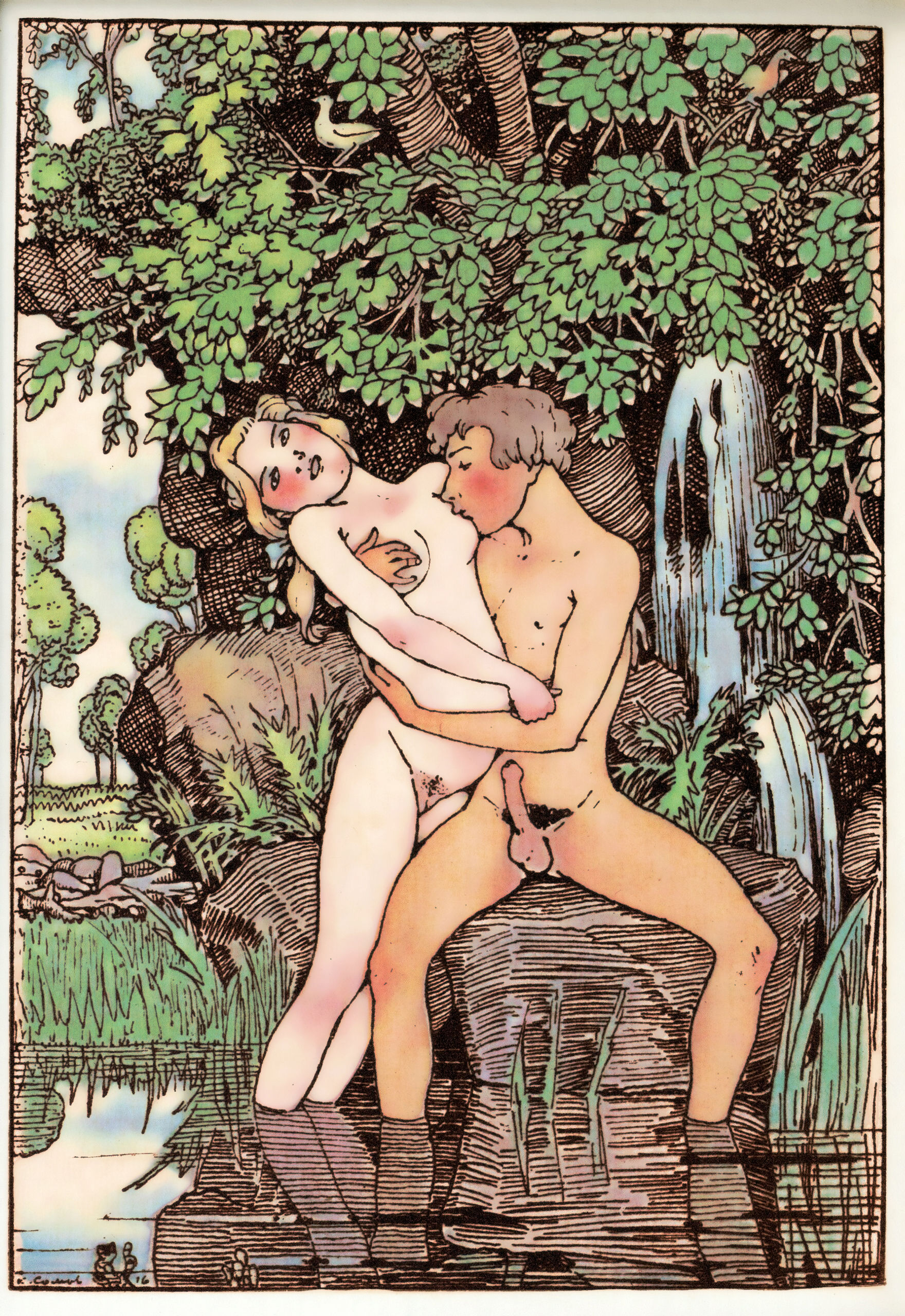
Obvyklým znakem sexuálního vzrušení u obou pohlaví je i zčervenání tváří. (ilustrace: K. A. Somov)

Sexuální vzrušení člověka je souhrn projevů, ukazujících na připravenost k pohlavnímu styku. Tyto projevy jsou jak fyziologické, tak psychické povahy. Projevy sexuálního vzrušení nejsou z velké části ovladatelné vůlí. Stav sexuálního vzrušení je výsledkem kombinace podnětů z erotogenních zón (zpracovaných v prodloužené míše) a signálů z šedé kůry mozkové (rozumové vyhodnocení situace na základě zkušenosti či fantazie). Z mozkových struktur odpovídá za sexuální vzrušení čtverohrbolí ve středním mozku, a zřejmě i tuber cinereum na spodině III. mozkové komory.
Sexuální vzrušení u muže i ženy se projevuje prohloubeným dýcháním, zrychlením tepové frekvence a zvýšením systolického krevního tlaku. V důsledku těchto změn se projevuje zrůžovění pokožky, optické zvětšení objemu a vybarvení rtů, lesk v očích. Další změny se projevují na prsních bradavkách a na genitálu.

## Sexuální vzrušení ženy
Sexuální vzrušení ženy není u stojící ženy výrazněji patrné. U žen se výrazněji než u mužů projevuje pseudoerekce prsních bradavek, spojená s jejich mírným vyzdvižením z dvorce bradavky a zvýšením citlivosti. Souběžně se zvětšuje i objem celého prsu (výraznější u multipar, tj. žen po více porodech) a zvýrazňuje se žilní kresba, zejména ve spodní části prsu.
Na ženském genitálu se sexuální vzrušení projevuje překrvením poševního vchodu a vaginální lubrikací, kterou zajišťují Bartholiniho žlázy. Souběžně dochází k překrvení malých stydkých pysků a zvětšení a odchýlení velkých stydkých pysků, uvolňujících poševní vchod. Ekvivalentem mužské erekce je erekce topořivých tělísek klitorisu a posun jeho uzdičky. Sám klitoris se přitom přesouvá do polohy bližší poševnímu vchodu.
Ve fázi vrcholného sexuálního vzrušení ženy se v poševním vchodu formuje orgastická manžeta, tvořená stydkými pysky, poševním vchodem a sliznicí zevní třetiny pochvy. Zároveň se mění sklon děložního hrdla a celá děloha se vůči pochvě naklápí.

## Sexuální vzrušení muže
Nejmarkantnějším projevem sexuálního vzrušení muže je erekce penisu. Dochází k ní v okamžiku, kdy v míšním kontrolním centru dojde k překročení prahové excitační úrovně podnětu. Impuls je vyslán po nervi erigentes do cévní pleteně penisu. V důsledku změn v průsvitu cév (rozšíření tepen a zúžení žil) dojde k naplnění houbovitých tělísek (dvě kavernózní tělíska po stranách penisu, jedno topořivé tělísko uretry) a erekci. Změna průsvitu je ovládána chlopněmi Ebnerových polštářků a podporována stahem m. bulbocavernosu. Mechanismus erekce je ovládán centrem v bederní části míchy, přičemž již spuštěný erekční reflex není dále vůlí ovladatelný. K sexuálnímu vzrušení muže stačí zrakový, hmatový, sluchový, chuťový či čichový podnět, ale i samotná myšlenka.
Dalšími projevy sexuálního vzrušení genitálu muže je zkrácení svalových vláken šourku, v jejichž důsledku se šourek smršťuje a přitahuje varlata blíže k bázi penisu, dále pak zvýšená produkce sekretu prostaty a Cowperových žláz, a odhalení žaludu penisu.

## Fyziologické reakce
| U žen: | U mužů: |
| --- | --- |
| Změny na ženském těle při sexuálním vzrušení se projevují například na prsních bradavkách - Erekce bradavek - Rozšíření dvorců a jejich ztmavnutí; zčervenání dekoltu - Zvětšení a erekce žaludu poštěváčku - Zduření velkých stydkých pysků - Zduření a zrůžovění nebo ztmavnutí malých stydkých pysků - Vaginální lubrikace - Vazokongesce (zduření) poševních stěn - Významné prodloužení poševního kanálu (prohloubení pochvy) - Naklopení děložního hrdla a dělohy - Zvýšení sexuální touhy - Rozšíření zornic | Nejviditelnějším projevem sexuálního vzrušení muže je ztopoření penisu a vzestup varlat - Zduření penisu a erekce - Zvýraznění žil na penisu - Utažení předkožky a/nebo její samovolné stažení, které obnaží žalud penisu - Erekce bradavek - Výtok preejakulační tekutiny - Nabytí a vzestup varlat (zkrácení svalových vláken šourku) - Zvýšení sexuální touhy - Rozšíření zornic |

## Erotické podněty
V závislosti na situaci může být člověk sexuálně vzrušen různými faktory, a to jak fyzickými, tak psychickými. Člověka může sexuálně vzrušovat jiná osoba nebo určité vlastnosti této osoby, případně i další objekty. Ke vzrušení mohou vést předehra nebo fyzická stimulace erotogenních zón, zejména jsou-li doprovázeny očekáváním následující sexuální aktivity. Sexuálnímu vzrušení může napomoci romantické prostředí, hudba, nebo jiná uklidňující situace; může být ale vyvoláno i sledováním sexuálních materiálů. Potenciální podněty pro sexuální vzrušení se u jednotlivých osob liší, stejně jako jejich míra.
Erotické podněty, které mohou vést k sexuálnímu vzrušení, mohou zahrnovat rozhovor, četbu, filmy nebo obrázky, případně vůni nebo prostředí, přičemž kterýkoli z nich může v člověku vyvolat erotické myšlenky a vzpomínky. Při vhodném kontextu mohou vést k tomu, že osoba zatouží po fyzickém kontaktu, včetně líbání, mazlení a hlazení erotogenních zón. To může následně vyvolat touhu po přímé sexuální stimulaci prsou, bradavek, hýždí či genitálií, a po další sexuální činnosti.
Vědecký výzkum ukázal, že mezi dobou, kterou muži a ženy potřebují k plnému vzrušení, není podstatný rozdíl. Vědci z McGill University Health Centre v Montrealu se v roce 2006 pokusili určit dobu potřebnou k sexuálnímu vzrušení pomocí termovizního snímkování a zaznamenávání změn teploty v oblasti genitálií během sledování sexuálně explicitních materiálů, a došli k závěru, že u žen i mužů je tato doba v průměru téměř shodná – přibližně 10 minut. Doba předehry je nicméně silně individuální; panuje také obecné přesvědčení, že ženy volí k dosažení vzrušení pomalejší, a tedy delší předehru.